# Bunium
Bunium es un género de plantas pertenecientes a la familia Apiaceae. Comprende 159 especies descritas y de estas, solo 34 aceptadas.

## Descripción
Son hierbas perennes con un tubérculo o subterráneo. Tallos flexuosos en la parte inferior. Inflorescencias con brácteas y bracteolas. Dientes del cáliz ausentes o diminutos. Pétalos blancos o ligeramente purpúreos. Frutos de ovoideos a oblongo-ovoideos, pardos, con 1-3 vitas por valécula, y 2 o 4 vitas comisurales. Estilopodio cónico o cónico-aplanado, estrechándose bruscamente en el estilo.

## Taxonomía
El género fue descrito por Carlos Linneo y publicado en Species Plantarum 1: 243, en 1753.

#### Etimología
Bunium: nombre genérico derivado del vocablo griego antiguo βούνιον (búnion), que a su vez se origina de βουνός (bunós); ''colina'', aludiendo al hábitat preferido de la planta, utilizado por Dioscórides. Posteriormente, Plinio el Viejo latinizó este término como bunion; "juanete", debido a la característica raíz hinchada de la planta que se desarrolla hasta convertirse en un tubérculo, probablemente en alusión a la especie Bunium ferulaceum.

## Especies
| - Bunium allioides - Bunium alpinum - Bunium atlanticum - Bunium avromanum - Bunium balearicum - Bunium bourgaei - Bunium brachyactis - Bunium brevifolium - Bunium bulbocastanum - Bunium chabertii - Bunium cornigerum - Bunium crassifolium - Bunium elatum - Bunium elegans - Bunium ferulaceum - Topana - Bunium fontanesii - Bunium hermonis | - Bunium luristanicum - Bunium macuca - Bunium microcarpum - Bunium nilghirense - Bunium nothum - Bunium nudum - Bunium pachypodum - Bunium paucifolium - Bunium pestalozzae - Bunium pinnatifolium - Bunium rectangulum - Bunium sancakense - Bunium sayae - Bunium scabrellum - Bunium sivasicum - Bunium tenerum - Bunium verruculosum |